# Nicolas Beer
Nicolas Beer (* 5. April 1996) ist ein ehemaliger dänischer Automobilrennfahrer.

## Karriere
Beer begann seine Motorsportkarriere 2004 im Kartsport, in dem er bis 2011 aktiv blieb. Unter anderem gewann er 2010 die Viking Trophy in der KF3-Klasse. 2012 wechselte Beer in den Formelsport und startete für HS Engineering zu einigen Rennen der ADAC Formel Masters. Er wurde 16. in der Fahrerwertung. Darüber hinaus bestritt er zwei Gaststarts in der Formula LO, bei denen er beide Male als Erster ins Ziel kam. Außerdem nahm er an der dänischen und der NEZ Formel Ford teil. In der dänischen erreichte er mit zwei Siegen den zwölften Gesamtrang. 2013 bestritt Beer die ganze Saison der ADAC Formel Masters für Neuhauser Racing. Er gewann zwei Rennen und stand insgesamt acht Mal auf dem Podium. Er beendete die Fahrerwertung als bester Fahrer seines Teams auf dem vierten Platz. 2014 war Beer ohne ein durchgängiges Engagement. Er nahm für Sean Walkinshaw Racing an der ersten Saisonhälfte der BRDC F4 Championship teil und absolvierte für EuroInternational einen Gaststart im deutschen Formel-3-Cup.
Ursprünglich sollte Beer 2015 für EuroInternational ein Vollzeit-Cockpit im deutschen Formel-3-Cup erhalten, allerdings wurde die Serie Ende 2014 eingestellt. Stattdessen ging Beer 2015 für EuroInternational in der europäischen Formel-3-Meisterschaft an den Start. Beim zweiten Rennwochenende in Hockenheim verletzte sich Beer im ersten Rennen, als er sich einen Rückenwirbel brach. Er fiel anschließend für die restliche Saison aus.

## Statistik

### Karrierestationen
| - 2004–2011: Kartsport - 2012: ADAC Formel Masters (Platz 16) - 2012: Dänische Formel Ford (Platz 12) | - 2012: NEZ Formel Ford - 2013: ADAC Formel Masters (Platz 4) - 2014: BRDC F4 Championship (Platz 20) | - 2015: Europäische Formel 3 |

### Einzelergebnisse in der europäischen Formel-3-Meisterschaft
| Jahr | Team              | Motor    | 1   | 2   | 3   | 4   | 5   | 6   | 7   | 8   | 9   | 10  | 11  | 12  | 13  | 14  | 15  | 16  | 17  | 18  | 19  | 20  | 21  | 22  | 23  | 24  | 25  | 26  | 27  | 28  | 29  | 30  | 31  | 32  | 33  | Punkte | Rang |
| ---- | ----------------- | -------- | --- | --- | --- | --- | --- | --- | --- | --- | --- | --- | --- | --- | --- | --- | --- | --- | --- | --- | --- | --- | --- | --- | --- | --- | --- | --- | --- | --- | --- | --- | --- | --- | --- | ------ | ---- |
| 2015 | EuroInternational | Mercedes | SIL | SIL | SIL | HO1 | HO1 | HO1 | PAU | PAU | PAU | MNZ | MNZ | MNZ | SPA | SPA | SPA | NOR | NOR | NOR | ZAN | ZAN | ZAN | SPI | SPI | SPI | POR | POR | POR | NÜR | NÜR | NÜR | HO2 | HO2 | HO2 | 0      | –    |
| 2015 | EuroInternational | Mercedes | 14  | 20  | 18  | DNF | WD  | WD  | DNA | DNA | DNA | INJ | INJ | INJ | INJ | INJ | INJ | INJ | INJ | INJ | INJ | INJ | INJ | INJ | INJ | INJ | INJ | INJ | INJ | INJ | INJ | INJ | INJ | INJ | INJ | 0      | –    |